# Beur

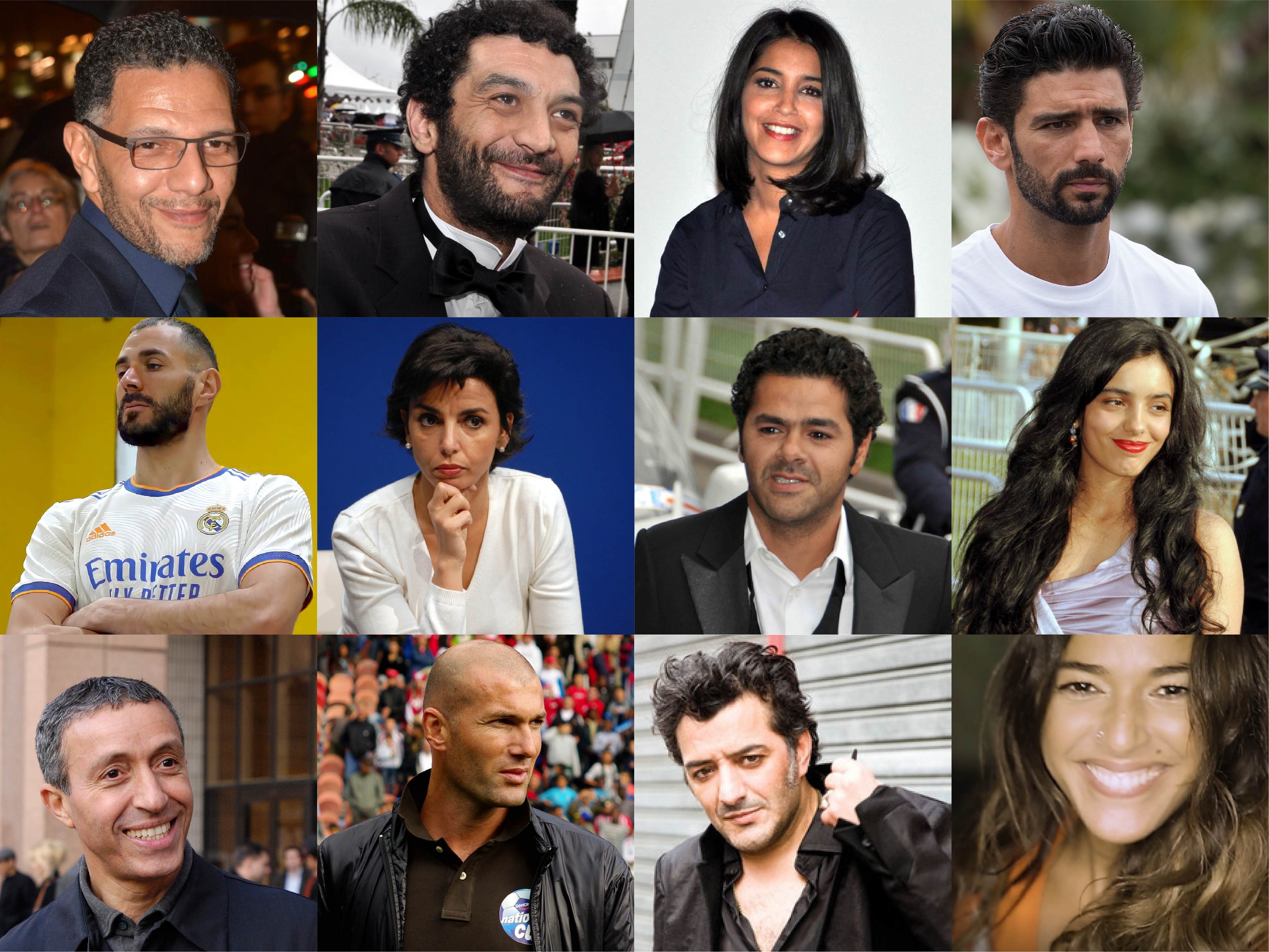
Celebridades francesas beurs o beurettes
----
Roschdy Zem · Ramzy Bedia · Leïla Bekhti · Salim Kechiouche
Karim Benzema · Rachida Dati · Jamel Debbouze · Hafsia Herzi
Azouz Begag · Zinedine Zidane · Rachid Taha · Nâdiya

El rebeu (pronunciación en francés: /ʁəbø/) o beur (/bœʁ/ⓘ; aljamiado como بور) o la beurette (fem.) es la persona nacida en Francia con orígenes familiares magrebíes, es decir, de Argelia, Marruecos o Túnez. La inmigración de magrebíes se inició con la colonización francesa del norte de África en el siglo XIX, y en la actualidad son la minoría más mayoritaria del país (aproximadamente un tercio de todos los inmigrantes). Rebeu es un verlán del término arabe y en ocasiones se usa con una intención despectiva.
En la actualidad se ha extendido a otros países europeos, como Bélgica, Países Bajos e incluso Reino Unido.

## Terminología
La denominación beur se popularizó entre los arabófonos de la periferia parisina durante los años 1980, y en origen fue un término exclusivamente usado por este grupo poblacional. Es un verlán de arabe. El verlan es un juego de palabras típico en Francia que consiste en girar las sílabas de una palabra (igual que el vesre en español). Más tarde, el término sufriría de nuevo un proceso de «verlanización» y pasaría a rebeu, forma más común hoy día.
Curiosamente, la palabra es homófona con beurre ('mantequilla'), y su forma femenina es beurette, no beure. A menudo beur o beurette se evitan usar en ámbitos formales debido a su carga racial peyorativa, similar a la denominación de «moro» en España.
Beur derivó en un nuevo neologismo al mezclarse con el término bourgeoisie ('burguesía'), el cual es beurgeoisie. Se refiere a aquellos de orígenes magrebíes que han ascendido socialmente y «se han integrado tan bien en el sistema que forman parte de su élite» (Yuste Frías, 2020).

## Historia
Los primeros flujos migratorios del Magreb a Francia se remontan al período colonial, pero experimentaron un aumento en las décadas posteriores a la descolonización (a partir de 1963).
El término beur apareció en la jerga de los suburbios en los años 1980. Sería popularizado por Nacer Kettane, cofundador y presentador de Radio Beur en 1981, y más tarde, en 1982, por un artículo de Mustapha Harzoun y Édouard Waintrop publicado en el periódico Libération titulado Un petit Beur et des youyous.
La denominación de beurs como forma habitual de referirse a los árabes de Francia se generaliza cuando se da la famosa Marcha por la legalidad y contra el racismo (llamada la marche des beurs), ocurrida el 3 de diciembre de 1983 en las principales ciudades francesas. Ese día, el Libération anunció en portada la manifestación incluyendo el término en cuestión: Paris sur "Beur", La marche des jeunes franco-arabes "pour l'égalité" traverse Paris. Los manifestantes pidieron el derecho a voto de los extranjeros y el permiso de residencia de diez años.
En 1984, Jean Djemad y la coreógrafa Christine Coudun fundaron una de las primeras compañías de hip hop, a la que llamaron Black Blanc Beur en referencia a tres «razas» que conviven en Francia: los negros, los blancos y los árabes. Beur apareció definido por primera vez en el diccionario Le Petit Robert, en la edición de 1985.
Según el lingüista Gilles Guilleron, beur tuvo una connotación más positiva a partir de la Copa Mundial de Fútbol de 1998, la cual ganó el equipo francés. Entre ellos se encontraban jugadores de orígenes diversos, por lo que se recuperó y popularizó la expresión black-blanc-beur para resaltar la multiétnica de la sociedad francesa.
En la actualidad, rebeu es más comúnmente usado tanto por los propios rebeux como por la gente de la calle en general. Beur, que ya apenas se usa, se reserva más para los escritos.

## Personalidades representativas
A menudo los medios de comunicación presentan a varias personalidades y colectivos representantes de la cultura beur o árabe en general. Algunos de ellos son la autora Farida Belghoul, el exministro Azouz Begag, el escritor Ramdane Issaad, el cantante Rachid Taha, los cineastas Mehdi Charef y Yamina Benguigui, los actores Jamel Debbouze, Salim Kechiouche, Saïd Taghmaoui, Roschdy Zem y Leila Bekhti, los futbolistas Zinédine Zidane, Karim Benzema, Adil Rami, Hatem Ben Arfa y Samir Nasri, el presidente del RCT Mourad Boudjellal y asociaciones como Ni putes ni imposées o Kelma.[cita requerida]
Algunas personalidades se apropian del término beur y hacen gala de ello, como Smaïn, cuyo primer espectáculo individual en 1986 se titula A Star is beur; el grupo Zebda ('mantequilla' en árabe), creado después de haber actuado en la película Salah, Malik: Beurs; el rapero Rim'K, autor de la canción Dans la tête d'un jeune Beur; o el rapero y presentador de radio Lionel D y su canción Pour toi le Beur lanzada en 1990.
Otros en cambio, critican el uso del término, como el director de cine Rachid Bouchareb, o el rapero Ali, quienes lo rechazan. O el actor Sami Bouajila que lo matiza. Finalmente, algunos inmigrantes franceses del Magreb provienen de la élite o incluso de la aristocracia de estos países (como Ali Baddou), y tienen poca conexión con la cultura beur de los suburbios.